# Kwasy mikolowe

Ogólny wzór strukturalny kwasów mikolowych
R^{1}: oznacza łańcuchy alifatyczne, C20 – C24; R²: łańcuchy alifatyczne C60

Kwasy mikolowe – grupa organicznych związków chemicznych, α-rozgałęzionych, β-hydroksylowanych kwasów tłuszczowych o bardzo długich łańcuchach. Stanowią jeden z podstawowych elementów strukturalnych ścian komórkowych bakterii z rodzajów Mycobacterium, Corynebacterium, Nocardia i Rhodococcus. Ich struktura została odkryta z wykorzystaniem różnych technik analitycznych, takich jak chromatografia cienkowarstwowa, chromatografia gazowa, wysokosprawna chromatografia cieczowa, spektrometria mas i spektroskopia magnetycznego rezonansu jądrowego. Liczba atomów węgla kwasów mikolowych zależy zarówno od analizowanego szczepu, jak i warunków wzrostu. Najdłuższe kwasy mikolowe występują u Mycobacterium (długość łańcucha węglowego C60–C90), zaś u pozostałych rodzajów długość zawiera się w granicach C22–C36 (Corynebacterium), C30–C54 (Rhodoccocus), C46–C60 (Nocardia). W wysokiej temperaturze ulegają tzw. odszczepieniu π do aldehydu i kwasu tłuszczowego, w reakcji podobnej do odwrotnej kondensacji Claisena.

Odszczepienie π, w wyniku którego powstaje aldehyd i kwas tłuszczowy; R i R’ oznaczają długie łańcuchy węglowodorowe
Kwasy mikolowe są produktami szlaku biosyntezy mieszaniny syntazy kwasów tłuszczowych (FAS) i syntazy poliketydowej (PKS). Kwasy mikolowe wraz z innymi kwasami tłuszczowymi wchodzą w skład mykomembrany, najliczniej występują w jej warstwie wewnętrznej. Kwasy mikolowe uodparniają komórkę na uszkodzenia chemiczne i odwodnienie, warunkują niską przepuszczalność hydrofobowych antybiotyków oraz zdolność do tworzenia biofilmów. Związki te mogą być również antygenami do wytwarzania przeciwciał ze względu na generowanie potencjalnej swoistej odpowiedzi odpornościowej. Właściwość ta jest związana ze stopniem ekspozycji kwasów mikolowych na powierzchni ściany komórkowej. Analiza profili kwasów mikolowych może być stosowana jako alternatywa dla klasycznych metod diagnostyki chorób, takich jak gruźlica, trąd czy mikobakteriozy.
| Nazwa                   | Liczba atomów węgla | Wzór         |
| ----------------------- | ------------------- | ------------ |
| kwas α-mikolowy         | C80                 | C 80H 156O 3 |
| kwas ketomikolowy       | C82                 | C 82H 160O 4 |
| kwas mikolowy R. ruber  | C46                 | C 46H 92O 3  |
| kwas korynomikolowy     | C32                 | C 32H 64O 3  |
| kwas metoksymikolowy    | C83                 | C 83H 164O 4 |
| kwas dihydroksymikolowy | C82                 | C 82H 162O 4 |